# Tramway de la Vallée d’Hérimoncourt
| Tramway de la Vallée d’Hérimoncourt     | Tramway de la Vallée d’Hérimoncourt |
| --------------------------------------- | ----------------------------------- |
| Ein Zug mit vier Beiwagen in Seloncourt |                                     |
|                                         |                                     |
| Streckenlänge:                          | 20 km                               |
| Spurweite:                              | 1000 mm (Meterspur)                 |
|                                         |                                     |

Die Société du Tramway de la Vallée d’Hérimoncourt, abgekürzt TVH, war eine Kleinbahn-Gesellschaft im Département Doubs, die von 1887 bis 1932 existierte. Sie betrieb drei Bahnstrecken in Meterspur rund um Audincourt mit einer Gesamtlänge von 20 Kilometern. Von Anfang an fand sowohl Personen- als auch Güterverkehr statt. Vor allem in den ersten drei Dekaden des 20. Jahrhunderts war damit in dieser Region eine wesentliche Verbesserung der Verkehrsinfrastruktur erzielt worden.

## Geschichte
Das Straßenbahnnetz entstand auf Initiative der Unternehmerfamilie Peugeot, die den Güter- und Personaltransport in der Umgebung von Montbéliard verbessern wollte. Die später als Autobauer bekannt gewordenen Gebrüder Peugeot betrieben in Hérimoncourt ein Industriebetrieb, der Usine de Terre-Blanche genannt wurde.
Am 1. September 1883 wurde der Bau einer Dampfstraßenbahnlinie von Audincourt nach Hérimoncourt beschlossen. Diese sieben Kilometer lange Linie ging am Sonntag, den 26. Juni 1887 in Betrieb. Am selben Tag veröffentlichte Pläne kündigten den Bau einer Strecke von Audincourt in das zwei Kilometer entfernte Valentigney an. Bereits am 1. November 1888 konnte diese Linie eingeweiht und ein Jahr später um vier Kilometer bis Beaulieu (heute östlicher Ortsteil von Mandeure) verlängert werden. Erst 1924/1925 ging eine weitere Verlängerung bis Mandeure in Betrieb. 1895, also im achten Betriebsjahr, wurden 167.340 Passagiere und 27.857 Tonnen Fracht befördert. Im Winterfahrplan von 1897 sind sieben tägliche Zugpaare verzeichnet, davon fünf über die Gesamtstrecke und zwei auf der Teilstrecke zwischen Montbéliard und Valentigney.
1904 konnte eine weitere Streckeneröffnung gefeiert werden, die der acht Kilometer langen Montbéliard-Linie, an der auch Sochaux lag. Acht Jahre später wurde hier das große Montagewerk von Peugeot eröffnet. Im Jahre 1909 erweiterte die Compagnie des chemins de fer de Paris à Lyon et à la Méditerranée (PLM) die Anlagen des Bahnhofes von Montbéliard.
In den Jahren 1915 und 1916 hatte sich die Zahl der Reisenden im Vergleich zu 1895 verdreifacht, während die Gütertonnage um das fünf- bis sechsfache angestiegen war. Diese Zunahme des Verkehrs ging von allen Branchen in der Region aus. Die Steigerung in den letzten Jahren war vor allem auf die hier ansässigen Flugzeugmotoren- und Maschinenpistolen-Fabrikationen und auf die Eröffnung der Bahnstrecke Montbéliard–Sochaux–Audincourt zurückzuführen.
Mit dem zunehmenden Straßenverkehr in den frühen 1930er Jahren wurde die Straßenbahn zunehmend als Verkehrshindernis empfunden, besonders wegen der Trassierung auf einer Straßenseite. Der Untergang der Bahn ist nicht zuletzt auch auf den Druck der nahen Peugeot-Werke in Sochaux zurückzuführen. Der Vorstand der Peugeot Frères entschied am 1. März 1932, für ihren Werksverkehr Buslinien einzurichten. Schon am 1. Juni 1932 waren die letzten Fahrten - an diesem denkwürdigen Tag für alle umsonst.

## Betrieb

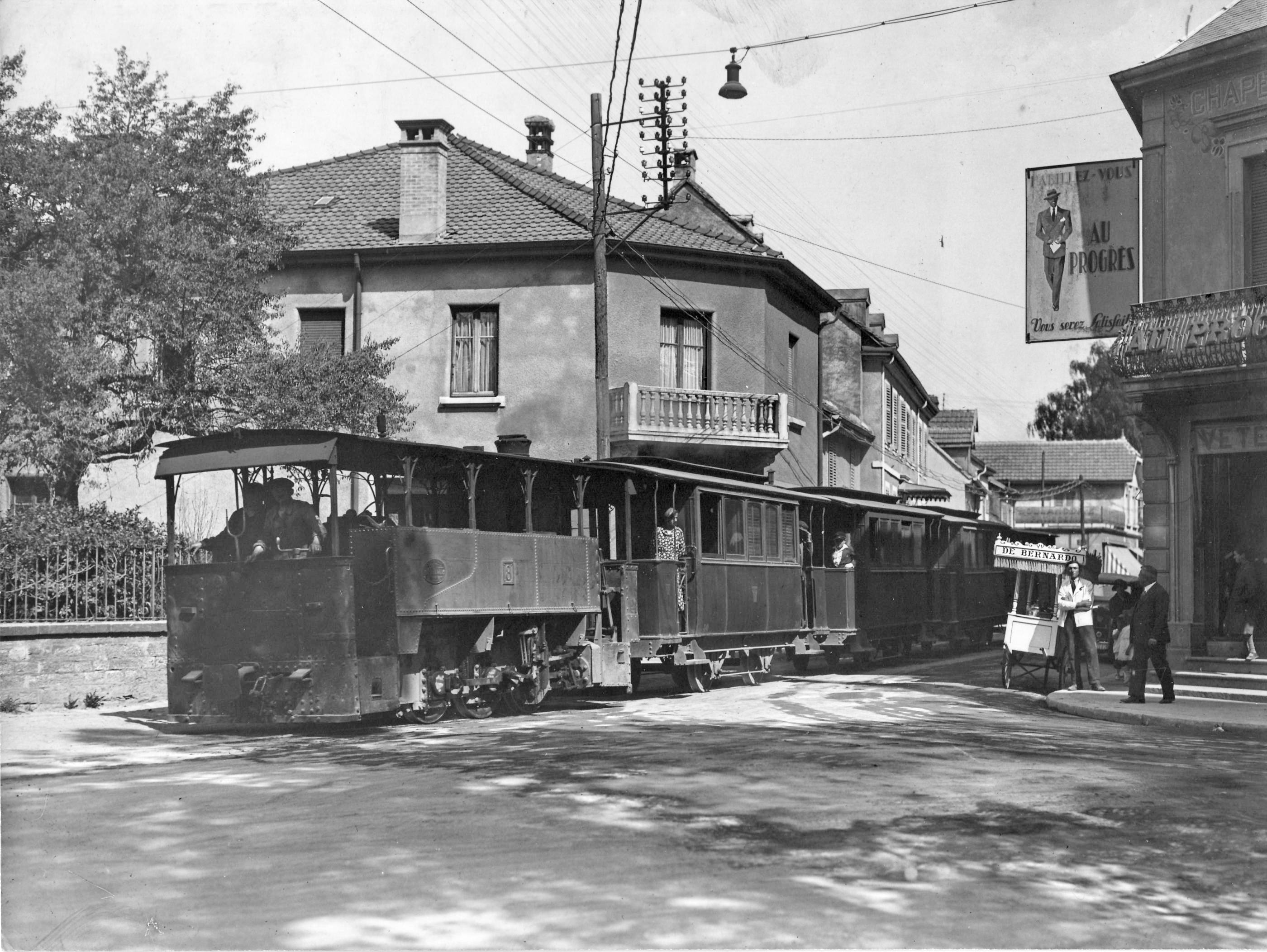
Eine dreiachsige Straßenbahnlokomotive von Buffaud & Robatel bei der Ortsdurchfahrt in Audincourt.

In Montbéliard befand sich unmittelbar neben dem Bahnhof der PLM der Sitz der Gesellschaft. Dort gab es neben einer Werkstatt auch die Verwaltungsbüros der TVH Das Rollmaterial bestand aus acht Straßenbahnlokomotiven mit der Achsfolge C, die zwischen 1886 und 1913 geliefert worden waren. Sechs davon waren aus Blanc-Misseron-Fabrikation, eine aus den Niederlanden, sowie eine deutsche Tenderlokomotive der Achsfolge C. 1923 ergänzte man der Fuhrpark um zwei Tenderlokomotiven mit der Achsfolge C1' von Baldwin. Ein Zug bestand aus einer Lokomotive, die von einem Lokomotivführer und einem Heizer gefahren wurde, sowie in der Regel drei oder vier Beiwagen, an Sonntagen bis zu sechs. Außerdem waren ein Schaffner und ein Ladeschaffner mit an Bord.
Die Personenwagen mit Holzaufbau und offenen Plattformen an den Wagenenden stammten ebenfalls aus dem Hause Blanc-Misseron. Ein Mittelgang teilte die beiden Reihen von Holzbänken mit insgesamt 32 Sitzplätzen. Im Winter wurde mithilfe eiserner Wärmeröhren heißes Wasser zum Heizen der Abteile benutzt, das jeweils in Audincourt gewechselt wurde. Die Innenbeleuchtung funktionierte mit Öllampen. Es gab einen Postwagen, der im Auftrag der PTT morgens und abends, also zweimal täglich, mitlief und so die Postbeförderung entlang der Strecke sicherstellte.
In allen Orten mit einem Bahnhof war ein Bahnhofsvorsteher vor Ort. Neben dem Fahrkartenschalter existierte in diesen Gebäuden oft auch ein Raum, in dem man ein Café oder Restaurant betrieb.
Die Strecke lag in Straßenplanum auf der linken oder rechten Straßenseite. Die Rillenschienen füllten sich leicht mit Straßenschmutz, was zusammen mit der schmalen Spur zu häufigen Entgleisungen führte. Diese Unfälle endeten oft in einem Geschäft, dem Fenster einer Bar, in Gärten oder in Toilettenhäuschen.

## Umfeld
Bereits Ende Juni 1868 wurde die Bahnstrecke von Montbéliard nach Delle über Audincourt und Morvillars eröffnet, die in Montbéliard mit der zehn Jahre zuvor fertiggestellten Bahnstrecke Dole–Belfort zusammentraf. Mit der Compagnie du Tramway Beaucourtois kam 1904 zusätzlich die vier Kilometer lange Straßenbahn Beaucourt hinzu, die im gleichen Jahr wie die Strecken der TVH geschlossen werden sollten. Ein Jahr nach dem Ersten Weltkrieg am 6. August 1913 kam die 16 Kilometer lange Straßenbahn Belfort–Sochaux hinzu, die eine Fahrt in die Hauptstadt des gleichnamigen Territoire de Belfort ermöglichte. Auch diese Linie wurde 1938 für den Personenverkehr, 1940 vollständig eingestellt.